# Carles Andreu Sancho
Carles Andreu Sancho (Sant Feliu de Llobregat, 1938), també publicat com a Carlos Andreu, és cantant, actor, poeta i escriptor. Els seus pares eren de Mont-roig de Tastavins, comarca del Matarranya. Es va criar entre el Baix Llobregat i el Matarranya, i viu a París des del 1968. És llicenciat en dret i diplomat en estudis teatrals per la Université du Théâtre des Nations (Universitat del Teatre de les Nacions) i practica diverses activitats. Ha cultivat els gèneres de poesia, narrativa, teatre, guió de cinema i assaig, ha traduït poesia, teatre i assaig (del francès al català, i del català i castellà al francès) i ha treballat com a actor de cinema, director i actor de teatre i cantant. En el camp de la música, fa recitals que combinen música, cant i rapsòdia, sovint acompanyat per la rapsoda, Annie Andreu-Laroche i del quintet compost per Denis Colin (clarinet baix), Danièle Dumas (saxo soprano), Didier Petit (violoncel), Roch Havet (piano), Gérard Tamestit (violí). Va publicar el seu primer elapé, Prohibido, el 1974, quan va fundar el grup Viva la vida.

## Biografia i activitat
Carles Andreu, català nascut a Sant Feliu de Llobregat, es va instal·lar a París als anys seixanta i va estudiar a la Universitat del Teatre de les Nacions. Des de l'any setanta i tres practica una doble activitat musical i literària. Come músic compon, canta i munta espectacles. En la seva activitat literària utilitza les seves tres llengües: català (de la Franja), espanyol i francès en obres de teatre, poesia, relats, traduccions i guions. Després del Maig del 68 participa en la fundació del col·lectiu cultural i artístic, collectif du 28 rue Dunois (París), forma el seu primer grup musical, Viva la Vida, i esdevé el cantant-improvisador d'un dels primers grups de fusió, L'Intercommunal Free Dance Music Orchestra, encapçalat pel pianista de free-jazz o ‘jazz lliure', François Tusques. Vers 1984-85, troba la seva pròpia música en un llarg i apassionant treball de composició sobre poemes de César Vallejo. Una música feta d'una fusió de cant popular, de cante jondo, d'improvisació jazzística i de cant contemporani en un estil personal que certes persones han apropat al "Sprechgesang", el ‘cant parlat' alemany. Actualment (2009) profunditza la seva coneixença del flamenc i compon sobre: "Tabacaria" (L'Estanc, o La tabaqueria, de Fernando Pessoa) del qual s'ha dit que era el més bell poema que s'ha escrit, esperant que li faci el do d'una nova revelació!

## Obres / activitats musicals i literàries

### Música

#### Espectacles musicals en solitari i amb el grup "Viva la Vida"
Concerts, recitals i espectacles musicals a partir del 1974. El grup de Carles Andreu es componia d'Angelo da Silva (guitarra), Gérard Tamestit (violí), Guy Oulchen (percussions) i Xavier Bodart (flauta). Se'n deia: "Viva la Vida" en resposta al 'Viva la Muerte' dels generals feixistes espanyols.
- Prohibido. concerts, gira per França.
- Saeta mozárabe. espectacle cantat, Théâtre Dunois, París.
- Viva la Vida. concerts, gira per França.
- Romancero de la geografía y de la historia. concerts, Théâtre Dunois.
- Carles Andrkeu canta César Vallejo. concerts, Centre Georges Pompidou, París.
- La Piedra Cansada. concerts, Centre Georges Pompidou, París.
- Semaine de la poésie hispanique. organització i cant, Cafè de Madrid.
- Altamar. espectacle poètic al festival Les Tombées de la Nuit, Rennes.
- L'Auberge espagnole. espectacle poètic, Espace Louise Michel, París.
- Poeticants I - II – III. Tres recitals poètics en cinc llengües llatines (català, castellà, francès, italià i friülès) i euskara, à París, Barcelona, Madrid, Bourges i Girona.
- Pronunciamiento. espectacle poètic teatralitzat i cantat, Théâtre de l'Ile Saint Louis, París.
- Arc Voltaic (Carles Andreu canta Joan Salvat-Papasseit). Perpinyà, París (Sorbona) i gira per Catalunya Sud.
- Gaudir Gaudí. Creació pel festival "Aujourd'hui Musiques, festival de creacions sonores" a Perpinyà, també va viatjar a l'Institut Cervantes de París, a la sala de concerts La Maroquinerie de París, a Foix, etc.
- Gaudir Gaudí en forma de conte musical, Museu de la Cera, Barcelona.
- Gaudir Gaudí teatralitzat. Théâtre de l'Epée de Bois, París.

#### Discografia amb "Viva la Vida" i en solitari
- Prohibido. LP, amb el grup "Viva la vida" (Vendémiaire, 1974)
- Viva la Vida. LP, amb el grup "Viva la vida" (Vendémiaire, 1976)
- Les yeux des oiseaux. K7 (Edizione Corsica, 1980)
- Carles Andreu chante César Vallejo. CD (L'Inimaginari, 1988)
- Arc Voltaïc (poèmes de Joan Salvat-Papasseit). CD (In Situ, MFA, 1992)
- Carles Andreu chante Antoni Gaudí. CD (L'Inimaginari, 1994)
- La Piedra Cansada (Carles Andreu canta les Amériques). CD (L'Inimaginari, 2009)
- Carles Andreu canta Joan Salvat-Papasseit. En preparació.

#### Discografia amb "L'Intercommunal"
Del 1974 al 1986-87, Carles Andreu va ser el cantant improvisador de "L'Intercommunal Free Dance Music Orchestra", formació del pianista de jazz, François Tusques (bluesman i primer free-jazzista francès). Treball intens per arreu de França i primera temptativa de fusió de les músiques d'un país, tant les natives com les de la immigració.
- L'Intercommunal. LP (Vendémiaire, 1978)
- Rencontre. LP (Le Chant du Monde, 1979)
- Le musichien. LP (Edizione Corsica, 1981)
- Après la Marée Noire - Vers une Musique Bretonne Nouvelle. LP (Le chante du monde, 1979)
- En preparació: dos CDs d'una selecció de cants improvisats mai gravats en disc.

#### Participació a diversos discos-compilació
- Attention à l'Armée. (Atarpop 73 et le Collectif Le Temps des Cérises, 1975)
- Dansons avec les travailleurs immigrés. (Le Collectif Le Temps des Cérises, 1974)
- Larzac 74. (Expression Spontanée, 1974)
- Atélier Populaire de Chansons. Grain de Pavé (Vendémiaire, 1976)

#### Cançons per pel·lícules
- Vacances Royales, de Gabriel Auer (1979)
- Les Yeux des Oiseaux, de Gabriel Auer (1981)
- Despertaferro: lletra, amb Benet Rossell, per les dues cançons del llargmetratge de dibuixos animats "Despertaferro", dirigida per Jordi Amorós (1990[1])

### Literatura

#### Poesia
- Voz Alta. en castellà. (autoproducció, del 1963 al 1980)
- El temps com passa, plec o "plaquette" poètic en català (Barcelona: Cafè Central, 1992)

#### Narrativa
- La mort del pareimare (De l'imperatiu retorn de la llengua materna), relat autobiogràfic en català. Col·lecció Lo Trull 13 (Calaceit: Associació Cultural del Matarranya, 2004)
- Gaudir Gaudí, conte en català per l'escena (Barcelona: Espai Museu de Cera, 2002)
- La construcció de la casa del Pare, dos contes: 1. "Corre, corre baobab que faràs tard!" i 2. "Ésser original és tornar a l'origen". Menció especial del Premi Guillem Nicolau (2005-2006)

#### Assaig
- Gaudí, le scandale, assaig sobre Antoni Gaudí en francès, amb la traducció dels seus texts de jovenesa i de les seves paraules recollides pels seus seguidors. Dins el llibre Antoni Gaudí, Paroles et écrits, a cura d'Isidre Puig Boada (París: Editions L'Harmattan, 1993)
- Articles sobre la cultura popular en la revista Vendémiaire (1975-76)

#### Traduccions
- Arc Voltaic. Traducció d'una part de l'obra poètica del futurista català Joan Salvat-Papasseit al francès, juntament amb l'Annie Andreu-Laroche, pel CD de música (v. sota 'Discografia'). Éditions de La Différence, París.
- La pensée de Gaudí. Traducció del català d'una compilació de texts i de paraules d'Antoni Gaudí, juntament amb l'Annie Andreu-Laroche (París: Éditions L'Harmattan)
- César Vallejo. Traducció d'una part de l'obra del poeta peruà del castellà al francès, juntament amb l'Annie Andreu-Laroche, publicat amb el CD (v. Discografia).
- Visca la Guerra Civil! Traducció al català de la seva primera obra de teatre escrita en francès, Les Arènes. (2005-6)
- L'altre gos andalús. Traducció del francès al català. (2007)

#### Escriptura teatral
- Les Arenes (premi Gibert Jeune 1982), lectura teatral inaugural al Centre Georges Pompidou, París.
- L'autre chien andalou (L'altre gos andalús), creació, a La Maroquinerie i a La Guillotine, París.

#### Guions
Guions rodats 
- Vacances Royales. Llargmetratge d'en Gabriel Auer. Premi Jean Delmas a Cannes (1979).
- Les Yeux des Oiseaux. Llargmetratge de Gabriel Auer. Premi de l'Associació de Psiquiatres dels Estats Units (1982).
- Défense d'entrer. Migmetratge de ficció pel CAES du CNRS (recerca). (1994).
- Despertaferro. Amb en Benet Rossell. Llargmetratge d'animació d'en Jordi Amorós. Barcelona (1985-1986).

Guions escrits i no rodats: 
- Le Temps de l'éloignement. Amb en Gabriel Auer.
- La Statue qui ment. Sèrie de 4 hores. Amb en Gabriel Auer.
- Désirades. Sèrie de 6 hores amb la Ina Césaire i en Gabriel Auer.
- Faso Bara. amb n'Adrian Adams.
- Gaudiland. 12 episodis de 26 minuts, amb en Benet Rossell.

#### Posades en escena teatrals
- Les Arènes. El 1984 Carles Andreu fa una lectura-espectacle de Les Arènes al Centre Pompidou, amb 17 artistes participants.
- La meva guerra d'Espanya. Adaptació del relat de Mika Etchebehère, Ma guerre d'Espagne à moi. Teatre i cant. A París al Théâtre de l'Ile St. Louis, a Avinyó el 2000 al Teatre del Bourg-Neuf, a Barcelona al teatre Artenbrut i a la Universitat de Barcelona, a Igualada al teatre Aurora, i a Terrassa.
- Pronunciamiento!. A París al Théâtre de l'Ile Saint-Louis i a Toulouse a La Cave de Poésie.
- L'Auberge Espagnole. A l'Espace Louise Michel a París.
- Alfama. Al Festival "Les Tombées de la Nuit" a Rennes.
- Poeticants I-II-III. Tres recitals poètics a Barcelona, Girona i París.
- Gaudir Gaudí, en forma de conte musical. A Barcelona: Museu de la Cera.
- L'Autre Chien Andalou. Estrenada el 2003 a la Maroquinerie i a la Guillotine, París.

### Actor de teatre i cinema
- Antigone. Carles Andreu canta flamenc en català en el cor d'Antígona (Sòfocles), dirigida per Jacques Nichet al Théâtre National de Toulouse. Gira per França (2004)
- Actor a Vacances Royales, de Gabriel Auer (1979)
- Actor a Les Yeux des Oiseaux, de Gabriel Auer (1982)
- Actor a The Birdwatcher, de Gabriel Auer (1999)